# 圣梅达尔 (洛特省)
圣梅达尔（法語：Saint-Médard，法語發音：[sɛ̃ medaʁ]）是法国洛特省的一个市镇，位于该省西部偏南，属于卡奥尔区。

## 地理
圣梅达尔（44°32'18"N, 1°17'39"E）面积11.78 平方千米，位于法国奧克西塔尼大區洛特省，该省份为法国西南部内陆省份，北起顺时针与科雷兹省、康塔爾省、阿韦龙省、塔恩-加龙省、洛特-加龍省和多尔多涅省接壤。
与圣梅达尔接壤的市镇（或旧市镇、城区）包括：克赖萨克、拉巴斯蒂德迪韦尔、蒙热斯蒂、蓬西尔克。

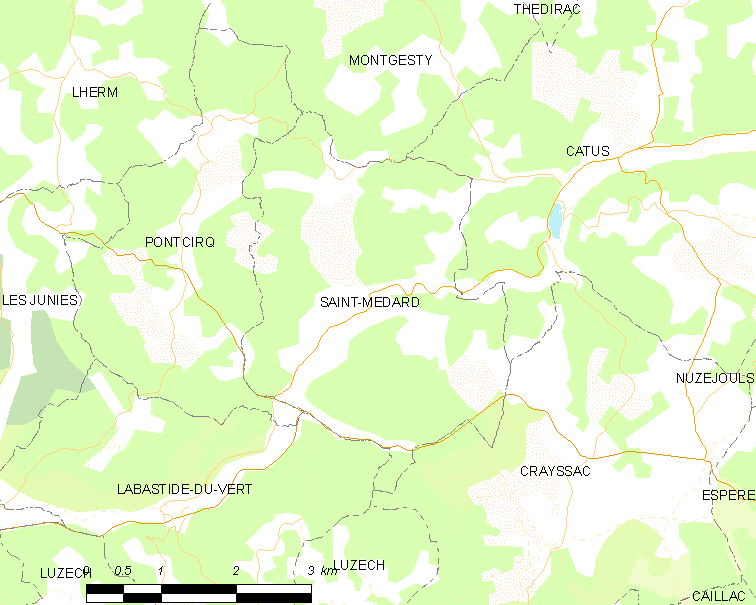
的OSM定位图

圣梅达尔的时区为UTC+01:00、UTC+02:00（夏令时）。

## 行政
圣梅达尔的邮政编码为46150，INSEE市镇编码为46280。

## 政治
圣梅达尔所属的省级选区为科斯和布里亚讷县。

## 人口

1962-2008年间人口变化图示

圣梅达尔于2022年1月1日时的人口数量为190人。